# Régiment de Boulonnais
Le régiment de Boulonnais également appelé régiment de Boulonnois, est un régiment d’infanterie du royaume de France créé en 1684 devenu sous la Révolution le 79e régiment d’infanterie de ligne.

## Création et différentes dénominations
- 5 septembre 1684 : création du régiment de Boulonnais, au nom de cette province
- 1er janvier 1791 : renommé 79e régiment d’infanterie de ligne

## Colonels et mestres de camp
- 5 septembre 1684 : Henri Emmanuel Hurault, marquis de Vibraye, brigadier le 28 avril 1694, maréchal de camp le 23 décembre 1702, lieutenant général des armées du roi le 26 octobre 1704, † décembre 1727
- 6 janvier 1703 : Louis Alexandre Verjus, marquis de Crécy, brigadier le 29 mars 1710, maréchal de camp le 1er février 1719, † 27 septembre 1763[1]
- 6 mars 1719 : Joseph François Damas, marquis d’Antigny, brigadier le 1er août 1734, † 30 mai 1736
- 8 juin 1736 : Joseph François Damas d’Antigny, marquis de Ruffey, frère (fils?) du précédent, déclaré brigadier en novembre 1745 par brevet du 1er mai, maréchal de camp le 1er janvier 1748
- 1er janvier 1748 : Marc Gabriel Florent Christophe, comte de Choiseul-Beaupré
- 11 novembre 1751 : Nicolas François Jules, chevalier puis comte de La Tour d’Auvergne, brigadier le 15 octobre 1758, déclaré maréchal de camp en novembre 1761 par brevet expédié le 20 février
- 21 décembre 1761 : Jean Antoine, vicomte de Béon, brigadier le 25 juillet 1762
- 25 novembre 1766 : François Marie, marquis de Sennevoy
- 11 novembre 1782 : Louis Mathieu Bide, comte de La Grandville
- 5 janvier 1783 : Louis Jacques des Escotais, comte des Escotais[2]
- 1786 : Louis-Nicolas Murgier de Fontbleins[3], seigneur de Savigneux, chevalier de Saint Louis et capitaine au régiment de Boulonnais. Royaliste, il s'exile en Angleterre en 1791.
- 10 mars 1788 : Antoine Louis François de Béziade, comte d’Avaray
- 25 juillet 1791 : François Joseph Thorillon du Bourg de Vacherolles

## Historique des garnisons, combats et batailles du régiment
En 1701, au début de la guerre de succession d'Espagne dans les Pays-Bas espagnols, un bataillon du régiment du Boulonnais est envoyé par le maréchal de Boufflers pour défendre la place d'Ostende.
En juillet 1747, 1 bataillon du régiment est à la bataille d'Assietta où son colonel François de Damas marquis de Ruffey est blessé.
Lors de la réorganisation des corps d'infanterie français de 1762, le régiment conserve ses deux bataillons et est affecté au service de la Marine et des Colonies et à la garde des ports dans le royaume.
L'ordonnance arrête également l'habillement et l'équipement du régiment comme suit
Habit, revers, veste et culotte blancs, collet vert, pattes en écusson garnies de six  boutons, dont deux de chaque côté et deux au milieu, trois sur la manche, quatre petits au revers et quatre gros boutons en dessous : boutons blancs, avec le no 65. Chapeau bordé d'argent.
Le 79e régiment d’infanterie de ligne a fait les campagnes de 1792 à 1795 à l'armée des Pyrénées orientales. Le 2e bataillon se distingue à la prise du col du Petit-Saint-Bernard, le 9 floréal an II (28 avril 1794).

## Personnalités
- Jean-François Suet, dit Latour, s'engage à 16 ans et est rappelé au bout de deux ans par ses parents qui souhaitent faire de lui un prêtre. Il obtempère et deviendra grand-vicaire de l'évêque constitutionnel Prudhomme de La Boussinière Des Vallées. Il quitte le sacerdoce puis reprend les armes de 1792 à 1803. Après une existence désœuvrée, il revient en 1817 à la prêtrise et finira sa vie comme curé de l'église Saint-Gilles de Bourg-la-Reine. Il prend sa retraite en 1819[6].

## Drapeaux
3 drapeaux, dont un blanc colonel, 2 d’ordonnance verts, les 4 traverses violettes & aurores, & croix blanches.

Drapeau d’ordonnance
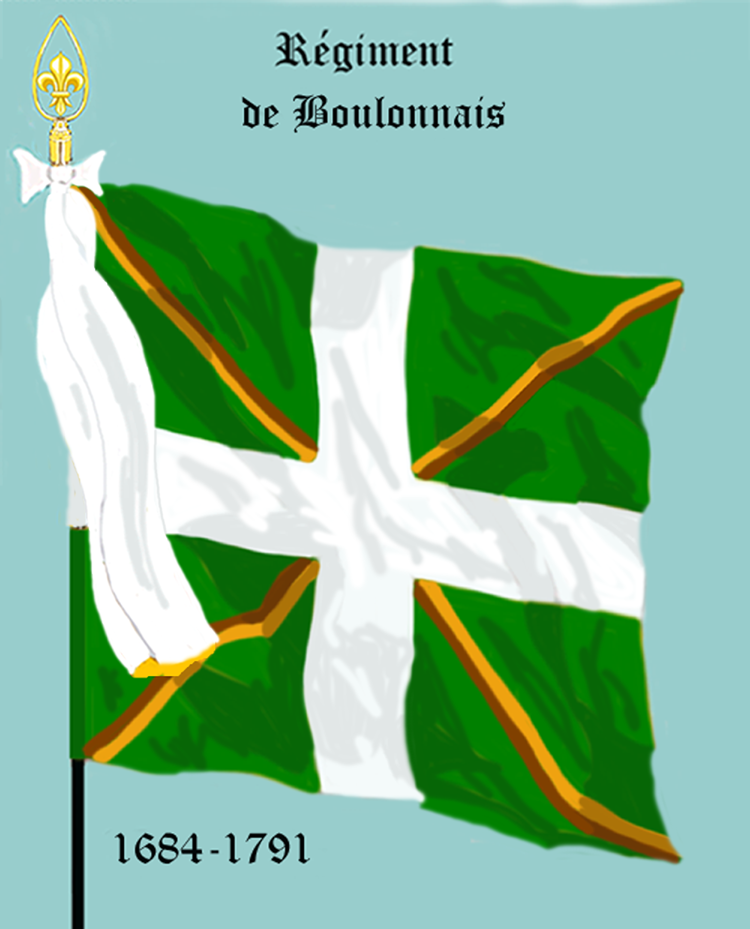
régiment de Boulonnais de 1684 à 1791

## Habillement

Uniformes
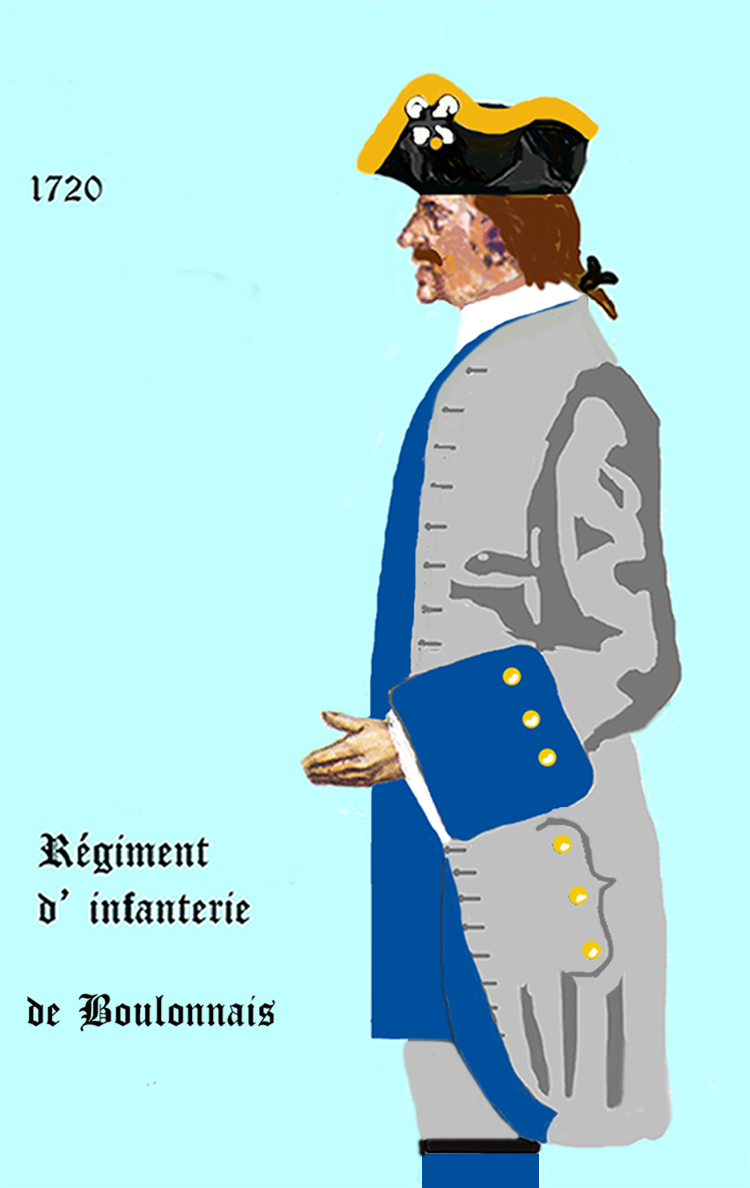
régiment de Boulonnais de 1720 à 1734
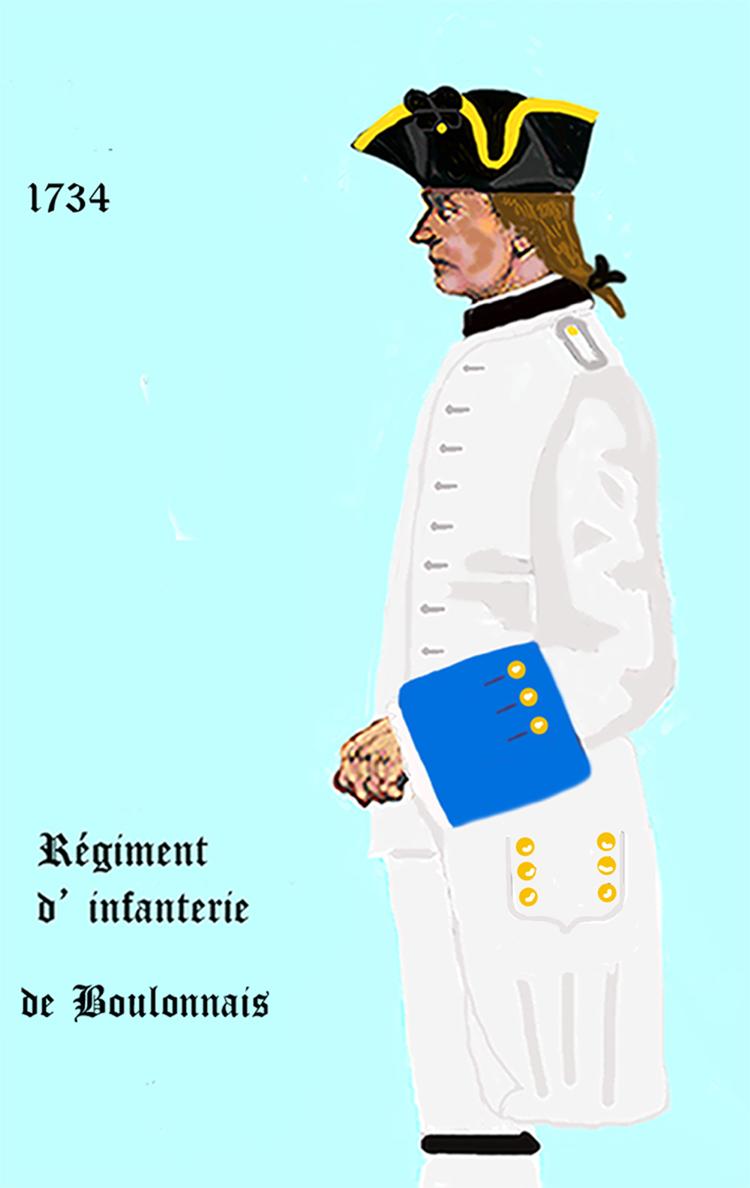
régiment de Boulonnais de 1734 à 1757
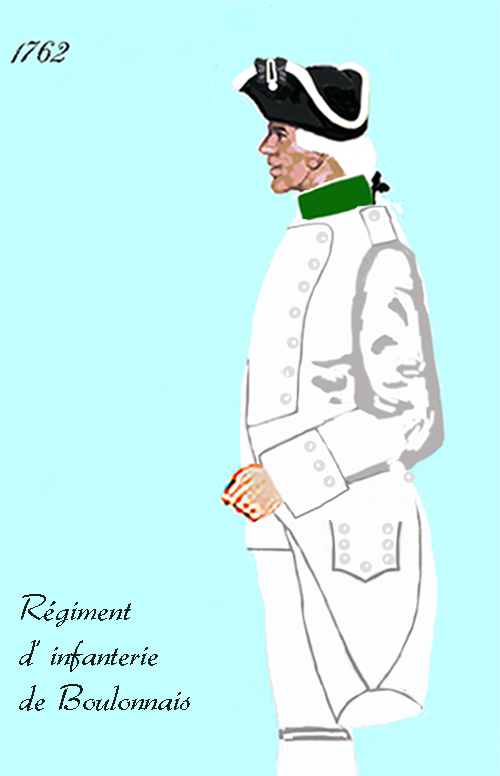
régiment de Boulonnais de 1762 à 1776

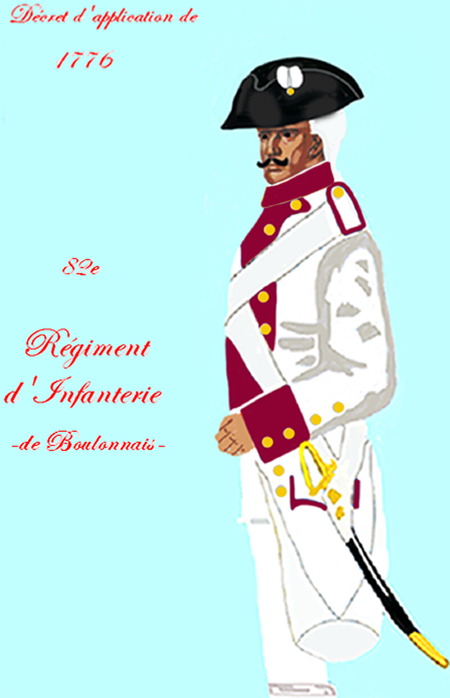
régiment de Boulonnais de 1776 à 1779
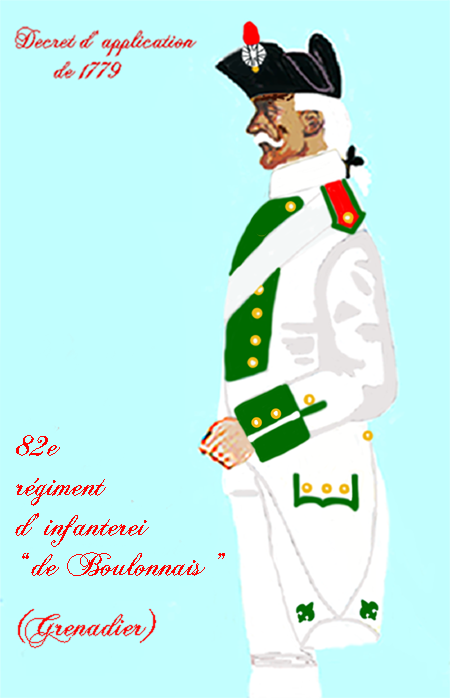
régiment de Boulonnais de 1779 à 1791
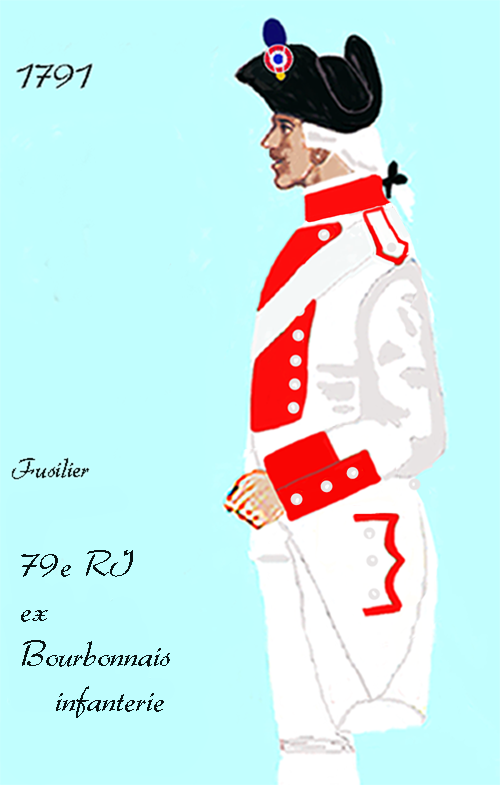
79e régiment d’infanterie de ligne de 1791 à 1795

### Sources et bibliographie
- Lieutenant général de Vault, Mémoires militaires relatifs à la guerre d'Espagne sous Louis XIV, vol. 1, Imprimerie Royale (Paris), 1835, 910 p. (lire en ligne).
- Chronique historique-militaire, Pinard, tomes 4, 7 et 8, Paris 1761, 1764 et 1778